# Guy Rodgers
Pour les articles homonymes, voir Rodgers.
Guy William Rodgers (né le 1er septembre 1935, à Philadelphie, Pennsylvanie ; décédé le 19 février 2001) est un ancien joueur américain professionnel de basket-ball. Il joue douze années (1958-1970) en  NBA et est l'un des meilleurs meneurs de jeu de la ligue au début des années 1960.  Rodgers mène la NBA au classement des passes décisives à deux reprises, terminant à la seconde place six fois.
Rodgers joue en compagnie du légendaire Wilt Chamberlain de 1959 à 1964, notamment lorsque celui-ci inscrit 100 points, Rodgers distribuant 20 passes décisives. Lors de la saison 1962-1963, Rodgers est le meilleur passeur de la NBA avec une moyenne de 10.4 par match, disputant son premier NBA All-Star game. Le 14 mars de cette même saison, Rodgers égale le record de Bob Cousy avec 28 passes décisives en un match ; un record qui tient pendant près de 15 ans.
Rodgers est le meneur de jeu en 1964 des Philadelphia Warriors qui atteignent les Finales NBA, s'inclinant face aux Boston Celtics 4 matchs à 1. En 1966, Rodgers est sélectionné par les Chicago Bulls lors de la draft d'expansion.  Rodgers joue la saison 1966-1967 à Chicago et participe au NBA All-Star Game pour la quatrième et dernière fois de sa carrière. Cette même saison, Rodgers obtient le record NBA de 908 passes décisives, qui demeure toujours le record des Chicago Bulls sur une saison.
Après quatre rencontres jouées lors de la saison 1967-1968, Rodgers est transféré aux Cincinnati Royals. Après avoir terminé la saison à Cincinnati, Rodgers part à Milwaukee pour rejoindre les Bucks pour ses deux dernières saisons.

## Pour approfondir
- Liste des meilleurs passeurs en NBA en carrière.
- Liste des meilleurs passeurs en NBA par saison.
- Liste des joueurs de NBA avec 23 passes décisives et plus sur un match.